# El harrif
El harrif (àrab: الحرِّيف, Al-ḥarrīf) és una pel·lícula dramàtica egípcia de 1983 dirigida per Mohamed Khan. Va ser inscrita al 13è Festival Internacional de Cinema de Moscou.

## Sinopsi
Fares és un futbolista que té molts problemes degut a la seva indisciplina a la feina i al seu divorci.

## Repartiment
- Adel Emam - Fares
- Fardous Abdel Hamid - Dalal
- Nagah El-Mogui - Rizk
- Salah Nazmi
- Hamdi Al Wazir
- Abdalla Mahmoud - Mokhtar